# Ezio Greggio
Ezio Greggio est un acteur, réalisateur et animateur de télévision italo-albanais né le 7 avril 1954 à Cossato.

## Filmographie partielle
- 1994 : Le Silence des jambons (Il silenzio dei prosciutti) de lui-même
- 1995 : Dracula mort et heureux de l'être (Dracula: Dead and Loving It) de Mel Brooks
- 1999 : Svitati de lui-même
- 2000 : Y a-t-il un flic pour sauver l'humanité ? (2001: A Space Travesty) d'Allan A. Goldstein
- 2008 : Il papà di Giovanna de Pupi Avati

## Récompenses et distinctions
- 2009 : Ruban d'argent du meilleur acteur dans un second rôle